# Corey Graham
Corey Graham (Buffalo, 25 luglio 1985) è un giocatore di football americano statunitense che ha giocato nel ruolo di cornerback per i Philadelphia Eagles della National Football League (NFL). Fu scelto nel corso del quinto giro (168º assoluto) del Draft NFL 2007 dai Chicago Bears. Al college ha giocato a football all’Università del New Hampshire.

## Carriera professionistica

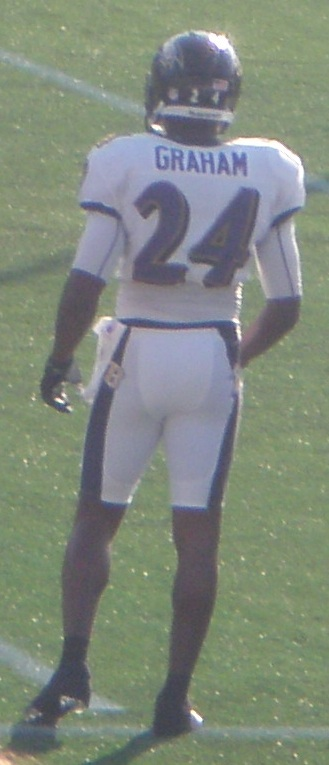
Graham con la maglia dei Ravens nel 2012.

### Chicago Bears
Graham fu scelto dai Chicago Bears nel corso del quinto giro del draft 2007. Il suo primo intercetto lo mise a segno il 19 ottobre 2008 ai danni del quarterback dei Minnesota Vikings Gus Frerotte. Quella stagione terminò con 91 tackle.
Graham fu convocato per il suo primo Pro Bowl nel 2011 dopo una stagione in cui mise a segno 16 tackle, tre intercetti, 3 passaggi deviati e un fumble forzato.

### Baltimore Ravens
Graham firmò coi Baltimore Ravens il 23 marzo 2012. Il 18 novembre contro i Pittsburgh Steelers mise a segno il suo quinto intercetto in carriera, mentre un altro venne sempre contro gli Steelers due settimane dopo.
Dopo aver battuto gli Indianapolis Colts nel primo turno di playoff, Graham fu determinante nella vittoria dei Ravens nel turno successivo contro i Denver Broncos. Con Baltimore pesantemente sfavorita all'inizio del match, Corey intercettò due passaggi di Peyton Manning: il primo lo ritornò per 39 yard in touchdown mentre il secondo fu ugualmente decisivo poiché avvenne nel secondo tempo supplementare e permise ai Ravens di trovarsi in posizione adeguata per calciare il field goal della vittoria. Nella finale della AFC della settimana successiva, Baltimore batté anche i New England Patriots in trasferta, qualificandosi per il secondo Super Bowl della storia della franchigia. Il 3 febbraio 2013, Graham partì come titolare nel Super Bowl XLVII contribuendo con sei tackle alla vittoria dei Ravens sui San Francisco 49ers per 34-31, laureandosi per la prima volta campione NFL.
Nella settimana 12 della stagione 2013, Graham mise a segno due intercetti su Geno Smith dei New York Jets, contribuendo alla vittoria dei Ravens e a tenere vive le speranze di centrare i playoff.

### Buffalo Bills
Il 12 marzo 2014, Graham firmò un contratto quadriennale dal valore di 16 milioni di dollari con i Buffalo Bills.

### Philadelphia Eagles
Nel 2017, Graham firmò con i Philadelphia Eagles. Il 4 febbraio 2018 allo U.S. Bank Stadium di Minneapolis partì come titolare nel Super Bowl LII vinto contro i New England Patriots per 41-33, vincendo il suo secondo titolo.

## Palmarès

### Franchigia
- Super Bowl : 2

Baltimore Ravens: Super Bowl XLVII
Philadelphia Eagles: LII
- American Football Conference Championship: 1

Baltimore Ravens: 2012
- National Football Conference Championship: 1

Philadelphia Eagles: 2017

### Individuale
- Convocazioni al Pro Bowl: 1

2011